# Cantone di Pas-en-Artois
Il Cantone di Pas-en-Artois era una divisione amministrativa dell'arrondissement di Arras.
È stato soppresso a seguito della riforma complessiva dei cantoni del 2014, che è entrata in vigore con le elezioni dipartimentali del 2015.
Comprendeva i comuni di:
- Amplier
- Bienvillers-au-Bois
- Couin
- Famechon
- Foncquevillers
- Gaudiempré
- Gommecourt
- Grincourt-lès-Pas
- Halloy
- Hannescamps
- Hébuterne
- Hénu
- Humbercamps
- Mondicourt
- Orville
- Pas-en-Artois
- Pommera
- Pommier
- Puisieux
- Sailly-au-Bois
- Saint-Amand
- Sarton
- Souastre
- Thièvres
- Warlincourt-lès-Pas